# Gyöngyfa
Gyöngyfa é um município da Hungria, situado no condado de Baranya. Tem 8,78 km² de área e sua população em 2019 foi estimada em 128 habitantes.